# 2 tháng 6
Ngày 2 tháng 6 là ngày thứ 153 (154 trong năm nhuận) trong lịch Gregory. Còn 212 ngày trong năm.

## Sự kiện
- 260 – Hoàng đế Tào Mao của Ngụy tiến hành binh biến chống Tấn công Tư Mã Chiêu, kết quả chiến bại và bị giết.
- 455 – Cướp phá Rome: Những kẻ phá hoại tiến vào Rome và cướp bóc thành phố trong hai tuần.[1]
- 1098 – Cuộc thập tự chinh thứ nhất: Cuộc vây hãm Antioch đầu tiên kết thúc khi lực lượng Thập tự quân chiếm được thành phố; cuộc bao vây thứ hai bắt đầu năm ngày sau đó.[2]
- 1183 – Chiến tranh Genpei: Họ Minamoto giành chiến thắng trước họ Taira trong trận Kurikara.
- 1793 - Chính phủ của phái Jacobin được thành lập, đứng đầu là Maximilien de Robespierre- con người không thể bị mua chuộc.
- 1897 – Toàn quyền Đông Dương Paul Doumer ra nghị định về chính sách thuế thân đối với người dân ở Bắc Kỳ, Việt Nam.
- 1896 – Phát minh radio của Guglielmo Marconi được cấp bằng sáng chế.
- 1946 – Ý trở thành một nhà nước Cộng hoà sau kết quả của một cuộc trưng cầu dân ý và nó trở thành ngày quốc khánh của Ý.
- 1953 – Elizabeth II tiến hành nghi lễ đăng cơ làm Nữ vương, đây là sự kiện quốc tế lớn đầu tiên được phát trên truyền hình.
- 1979 – Giáo hoàng Gioan Phaolô II bắt đầu chuyến công du đầu tiên của ông đến quê hương Ba Lan, trở thành Giáo hoàng đầu tiên thăm một nước cộng sản.
- 2014 – Telangana chính thức tách khỏi Andhra Pradesh, và trở thành bang thứ 29 của nước Cộng hòa Ấn Độ.

## Sinh
- 1929 - Nguyễn Văn Bông, chính khách Việt Nam Cộng hòa (m. 1971)
- 1980 - Abby Wambach, cầu thủ bóng đá người Mỹ
- 1983 - Brooke White, ca sĩ người Mỹ
- 1988 - 
  - Bảo Thy, ca sĩ Việt Nam
  - Sergio Agüero, cầu thủ bóng đá người Argentina
- 1989 - 
  - Chi Dân, ca sĩ Việt Nam
  - Tronie Ngô, ca sĩ, rapper người Việt Nam
- 1992 - Nguyễn Quốc Trường Thịnh, diễn viên người Việt Nam

## Mất
- 1789 - Nguyễn Huy Oánh, nhà vǎn, nhà thơ đời Lê Hiển Tông, thọ 76 tuổi
- 1832 - Nhà toán học Pháp Évariste Galois khi 20 tuổi
- 2000 - Gerald Whitrow, nhà toán học Anh (s. 1912)
- 2014 - Phạm Huỳnh Tam Lang, là cầu thủ bóng đá người Việt Nam (s. 1942)

## Ngày lễ và kỷ niệm
- Quốc khánh Ý (1946)